# 1988-as labdarúgó-Európa-bajnokság
Az 1988-as labdarúgó-Európa-bajnokság a futball történetének 8. Európa-bajnoksága volt. Nyugat-Németországban rendezték június 10. és 25. között. Az Eb-t a holland csapat nyerte, története során először. Valamennyi mérkőzésen esett legalább egy gól, nem volt hosszabbítás és kiállítás.

## Helyszínek
A mérkőzéseket az alábbi nyolc helyszínen játszották:
| München          | Gelsenkirchen                                                              | Hamburg                                                                    | Frankfurt             |
| ---------------- | -------------------------------------------------------------------------- | -------------------------------------------------------------------------- | --------------------- |
| Olimpiai Stadion | Parkstadion                                                                | Volksparkstadion                                                           | Waldstadion           |
| Férőhely: 69 000 | Férőhely: 62 000                                                           | Férőhely: 61 200                                                           | Férőhely: 61 000      |
|                  |                                                                            |                                                                            |                       |
| Düsseldorf       | München Gelsenkirchen Hamburg Frankfurt Düsseldorf Hannover Stuttgart Köln | München Gelsenkirchen Hamburg Frankfurt Düsseldorf Hannover Stuttgart Köln | Hannover              |
| Rheinstadion     | München Gelsenkirchen Hamburg Frankfurt Düsseldorf Hannover Stuttgart Köln | München Gelsenkirchen Hamburg Frankfurt Düsseldorf Hannover Stuttgart Köln | Niedersachsenstadion  |
| Férőhely: 55 850 | München Gelsenkirchen Hamburg Frankfurt Düsseldorf Hannover Stuttgart Köln | München Gelsenkirchen Hamburg Frankfurt Düsseldorf Hannover Stuttgart Köln | Férőhely: 50 423      |
|                  | München Gelsenkirchen Hamburg Frankfurt Düsseldorf Hannover Stuttgart Köln | München Gelsenkirchen Hamburg Frankfurt Düsseldorf Hannover Stuttgart Köln |                       |
| Stuttgart        | München Gelsenkirchen Hamburg Frankfurt Düsseldorf Hannover Stuttgart Köln | München Gelsenkirchen Hamburg Frankfurt Düsseldorf Hannover Stuttgart Köln | Köln                  |
| Neckarstadion    | München Gelsenkirchen Hamburg Frankfurt Düsseldorf Hannover Stuttgart Köln | München Gelsenkirchen Hamburg Frankfurt Düsseldorf Hannover Stuttgart Köln | Müngersdorfer Stadion |
| Férőhely: 50 000 | München Gelsenkirchen Hamburg Frankfurt Düsseldorf Hannover Stuttgart Köln | München Gelsenkirchen Hamburg Frankfurt Düsseldorf Hannover Stuttgart Köln | Férőhely: 47 000      |
|                  | München Gelsenkirchen Hamburg Frankfurt Düsseldorf Hannover Stuttgart Köln | München Gelsenkirchen Hamburg Frankfurt Düsseldorf Hannover Stuttgart Köln |                       |

## Selejtezők
A selejtezőket 1986 szeptemberétől 1987 decemberéig játszották le. A selejtezőben 32 válogatott vett részt. A házigazda NSZK nem vett részt a selejtezőkben. A csapatokat 7 csoportba sorsolták. Négy darab ötcsapatos és három darab négycsapatos csoportot alakítottak ki. A csapatok körmérkőzéses, oda-visszavágós rendszerben játszottak egymással. A csoportelsők kijutottak az Európa-bajnokságra. A címvédő Franciaországnak kiesett a selejtezőben.
A következő csapatok vettek részt az Európa-bajnokságon:
| Ország        | Kvalifikáció módja  | Kvalifikáció időpontja | Korábbi Európa-bajnoki részvételek |
| ------------- | ------------------- | ---------------------- | ---------------------------------- |
| NSZK          | Rendező             | 1985. március 14.      | 4                                  |
| Dánia         | 6. csoport győztese | 1987. október 14.      | 2                                  |
| Szovjetunió   | 3. csoport győztese | 1987. október 28.      | 4                                  |
| Anglia        | 4. csoport győztese | 1987. november 11.     | 2                                  |
| Írország      | 7. csoport győztese | 1987. november 11.     | 0 (újonc)                          |
| Olaszország   | 2. csoport győztese | 1987. november 14.     | 2                                  |
| Spanyolország | 1. csoport győztese | 1987. november 18.     | 3                                  |
| Hollandia     | 5. csoport győztese | 1987. december 9.      | 2                                  |

## Játékvezetők
A nemzeti válogatottakat megmozgató Európai-labdarúgó torna döntő találkozóinak helyszínére az UEFA 14 ország játékvezetőjét delegálta, de nem játékvezetői hármasokat, hanem párokat, egy játékvezetőt és mellé egy idegen partbírót. Azokban az esetekben, amikor különböző nemzetek játékvezetőiből állították össze a hármasokat nagyon fontos kritériumnak számított a kölcsönös nyelvismeret, a nemzeti elfogadottság. Ha a játékvezetők egyénileg felkészültek, de nem tudnak egymással kommunikálni, a hibaszázalék megnő, vagy a játékvezető egyedül igyekszik vezetni a találkozót.
- Horst Brummeier
- Alexis Ponnet
- Siegfried Kirschen
- Keith Hackett
- Michel Vautrot
- Paolo Casarin
- Albert Thomas
- José Rosa dos Santos
- Ioan Igna
- Robert Valentine
- Emilio Soriano Aladrén
- Erik Fredriksson
- Bruno Galler
- Dieter Pauly

## Keretek
Minden csapat 20 játékosból állt.

## Csoportkör
Az időpontok helyi idő szerint (UTC+2) olvashatók.

Sorrend meghatározása
Az Európa-bajnokság csoportjaiban ha a csoportmérkőzések után két vagy több csapat azonos pontszámmal állt, akkor a következő pontok alapján állapították meg a sorrendet:
1. több pont az összes csoportmérkőzésen;
2. jobb gólkülönbség az összes csoportmérkőzésen;
3. több szerzett gól az összes csoportmérkőzésen;
4. sorsolás

### 1. csoport
| Hely. | Csapat        | M | Gy | D | V | G+ | G– | Gk | P | Továbbjutás                                |
| ----- | ------------- | - | -- | - | - | -- | -- | -- | - | ------------------------------------------ |
| 1.    | NSZK (R)      | 3 | 2  | 1 | 0 | 5  | 1  | +4 | 5 | Továbbjutott az egyenes kieséses szakaszba |
| 2.    | Olaszország   | 3 | 2  | 1 | 0 | 4  | 1  | +3 | 5 | Továbbjutott az egyenes kieséses szakaszba |
| 3.    | Spanyolország | 3 | 1  | 0 | 2 | 3  | 5  | −2 | 2 |                                            |
| 4.    | Dánia         | 3 | 0  | 0 | 3 | 2  | 7  | −5 | 0 |                                            |

| 1988. június 10. 20:15 |

| NSZK       | 1–1               | Olaszország |
| ---------- | ----------------- | ----------- |
| Brehme 55' | (0–0) Jegyzőkönyv | Mancini 52' |

| Rheinstadion, Düsseldorf Nézőszám: 62 552 Játékvezető: Keith Hackett (angol) |

| 1988. június 11. 15:30 |

| Dánia                   | 2–3               | Spanyolország                                 |
| ----------------------- | ----------------- | --------------------------------------------- |
| Laudrup 24' Povlsen 82' | (1–1) Jegyzőkönyv | Míchel 5' Butragueño 53' Gordillo Vazquez 66' |

| Niedersachsenstadion, Hannover Nézőszám: 60 366 Játékvezető: Albert Thomas (holland) |

| 1988. június 14. 17:15 |

| NSZK                   | 2–0               | Dánia |
| ---------------------- | ----------------- | ----- |
| Klinsmann 10' Thon 85' | (1–0) Jegyzőkönyv |       |

| Parkstadion, Gelsenkirchen Nézőszám: 64 812 Játékvezető: Robert Valentine (skót) |

| 1988. június 14. 20:15 |

| Olaszország | 1–0               | Spanyolország |
| ----------- | ----------------- | ------------- |
| Vialli 73'  | (0–0) Jegyzőkönyv |               |

| Waldstadion, Frankfurt am Main Nézőszám: 51 790 Játékvezető: Erik Fredriksson (svéd) |

| 1988. június 17. 20:15 |

| NSZK           | 2–0               | Spanyolország |
| -------------- | ----------------- | ------------- |
| Völler 29' 51' | (1–0) Jegyzőkönyv |               |

| Olimpiai Stadion, München Nézőszám: 72 308 Játékvezető: Michel Vautrot (francia) |

| 1988. június 17. 20:15 |

| Olaszország                   | 2–0               | Dánia |
| ----------------------------- | ----------------- | ----- |
| Altobelli 67' De Agostini 87' | (0–0) Jegyzőkönyv |       |

| Müngersdorfer Stadion, Köln Nézőszám: 53 951 Játékvezető: Bruno Galler (svájci) |

### 2. csoport
| Hely. | Csapat      | M | Gy | D | V | G+ | G– | Gk | P | Továbbjutás                                |
| ----- | ----------- | - | -- | - | - | -- | -- | -- | - | ------------------------------------------ |
| 1.    | Szovjetunió | 3 | 2  | 1 | 0 | 5  | 2  | +3 | 5 | Továbbjutott az egyenes kieséses szakaszba |
| 2.    | Hollandia   | 3 | 2  | 0 | 1 | 4  | 2  | +2 | 4 | Továbbjutott az egyenes kieséses szakaszba |
| 3.    | Írország    | 3 | 1  | 1 | 1 | 2  | 2  | 0  | 3 |                                            |
| 4.    | Anglia      | 3 | 0  | 0 | 3 | 2  | 7  | −5 | 0 |                                            |

| 1988. június 12. 15:30 |

| Anglia | 0–1               | Írország    |
| ------ | ----------------- | ----------- |
|        | (0–1) Jegyzőkönyv | Houghton 6' |

| Neckarstadion, Stuttgart Nézőszám: 51 573 Játékvezető: Siegfried Kirschen (keletnémet) |

| 1988. június 12. 20:15 |

| Hollandia | 0–1               | Szovjetunió |
| --------- | ----------------- | ----------- |
|           | (0–0) Jegyzőkönyv | Rácz 52'    |

| Müngersdorfer Stadion, Köln Nézőszám: 60 000 Játékvezető: Dieter Pauly (nyugatnémet) |

| 1988. június 15. 17:15 |

| Anglia     | 1–3               | Hollandia              |
| ---------- | ----------------- | ---------------------- |
| Robson 53' | (0–1) Jegyzőkönyv | van Basten 44' 71' 75' |

| Rheinstadion, Düsseldorf Nézőszám: 63 940 Játékvezető: Paolo Casarin (olasz) |

| 1988. június 15. 20:15 |

| Írország   | 1–1               | Szovjetunió   |
| ---------- | ----------------- | ------------- |
| Whelan 38' | (1–0) Jegyzőkönyv | Protaszov 74' |

| Niedersachsenstadion, Hannover Nézőszám: 38 308 Játékvezető: Emilio Soriano Aladrén (spanyol) |

| 1988. június 18. 15:30 |

| Anglia    | 1–3               | Szovjetunió                                   |
| --------- | ----------------- | --------------------------------------------- |
| Adams 16' | (1–2) Jegyzőkönyv | Alejnyikav 3' Mihajlicsenko 28' Paszuljkó 73' |

| Waldstadion, Frankfurt am Main Nézőszám: 53 000 Játékvezető: José Rosa dos Santos (portugál) |

| 1988. június 18. 15:30 |

| Írország | 0–1               | Hollandia |
| -------- | ----------------- | --------- |
|          | (0–0) Jegyzőkönyv | Kieft 82' |

| Parkstadion, Gelsenkirchen Nézőszám: 60 800 Játékvezető: Horst Brummeier (osztrák) |

## Egyenes kieséses szakasz
|  |                        |             |           |                      |   |             |             |       |
|  | Elődöntők              | Elődöntők   | Elődöntők |                      |   | Döntő       | Döntő       | Döntő |
|  | Elődöntők              | Elődöntők   | Elődöntők |                      |   | Döntő       | Döntő       | Döntő |
|  | június 22. – Stuttgart |             |           |                      |   |             |             |       |
|  |                        |             |           |                      |   |             |             |       |
|  | 2/1.                   | Szovjetunió | 2         |                      |   |             |             |       |
|  | 2/1.                   | Szovjetunió | 2         | június 25. – München |   |             |             |       |
|  | 1/2.                   | Olaszország | 0         |                      |   |             |             |       |
|  | 1/2.                   | Olaszország | 0         |                      |   | Szovjetunió | Szovjetunió | 0     |
|  | június 21. – Hamburg   |             |           |                      |   | Szovjetunió | Szovjetunió | 0     |
|  |                        |             | Hollandia | Hollandia            | 2 |             |             |       |
|  | 1/1.                   | NSZK        | Hollandia | Hollandia            | 2 | 1           |             |       |
|  | 1/1.                   | NSZK        |           |                      |   |             |             |       |
|  | 2/2.                   | Hollandia   | 2         |                      |   |             |             |       |
|  | 2/2.                   | Hollandia   | 2         |                      |   |             |             |       |
|  |                        |             |           |                      |   |             |             |       |

### Elődöntők
| 1988. június 21. 20:15 |

| NSZK         | 1–2               | Hollandia                 |
| ------------ | ----------------- | ------------------------- |
| Matthäus 55' | (0–0) Jegyzőkönyv | Koeman 74' van Basten 88' |

| Volksparkstadion, Hamburg Nézőszám: 61 330 Játékvezető: Ioan Igna (román) |

| 1988. június 22. 20:15 |

| Szovjetunió                   | 2–0               | Olaszország |
| ----------------------------- | ----------------- | ----------- |
| Litovcsenko 58' Protaszov 62' | (0–0) Jegyzőkönyv |             |

| Neckarstadion, Stuttgart Nézőszám: 61 606 Játékvezető: Alexis Ponnet (belga) |

### Döntő
| 1988. június 25. 15:30 |

| Szovjetunió | 0–2               | Hollandia                 |
| ----------- | ----------------- | ------------------------- |
|             | (0–1) Jegyzőkönyv | Gullit 32' van Basten 54' |

| Olimpiai Stadion, München Nézőszám: 72 308 Játékvezető: Michel Vautrot (francia) |

| Az 1988-as labdarúgó-Európa-bajnokság győztese |
| ---------------------------------------------- |
| · Hollandia · 1. cím                           |

## Statisztikák

### Gólszerzők
5 gólos
- Marco van Basten

2 gólos
- Oleh Protaszov
- Rudi Völler

1 gólos
| - Michael Laudrup - Flemming Povlsen - Tony Adams - Bryan Robson - Alessandro Altobelli - Luigi De Agostini - Roberto Mancini - Gianluca Vialli | - Ruud Gullit - Wim Kieft - Ronald Koeman - Ray Houghton - Ronnie Whelan - Szjarhej Alejnyikav - Hennagyij Litovcsenko - Olekszij Mihajlicsenko - Paszuljkó Viktor | - Rácz László - Emilio Butragueño - Rafael Gordillo - Míchel - Andreas Brehme - Jürgen Klinsmann - Lothar Matthäus - Olaf Thon |

### Végeredmény
Az első két helyezett utáni sorrend nem tekinthető hivatalosnak, mivel ezekért a helyekért nem játszottak mérkőzéseket. Ezért e helyezések meghatározásához az alábbiak lettek figyelembe véve:

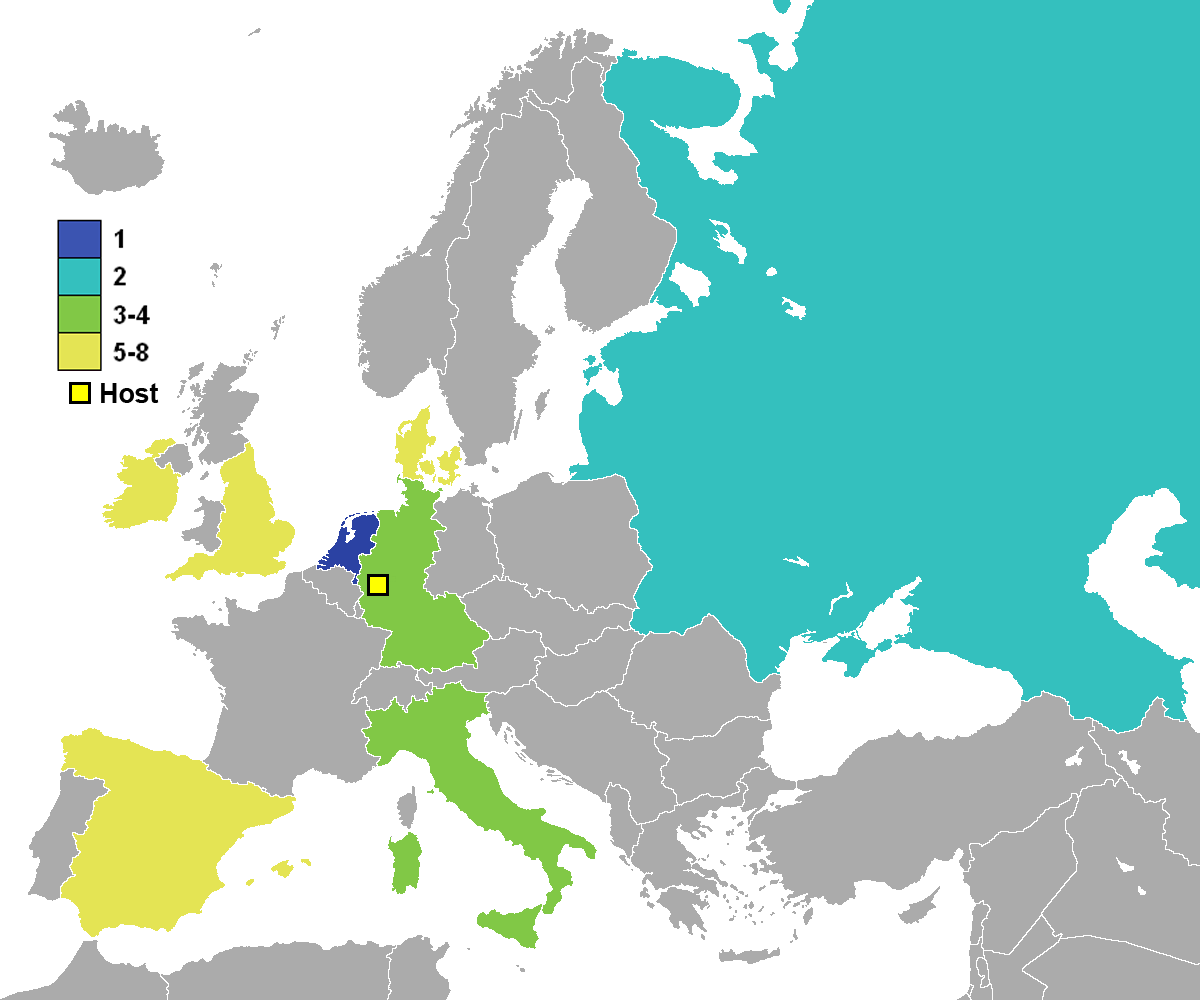
Az 1988-as labdarúgó-Európa-bajnokságon részt vevő országok helyezései

1. több szerzett pont
2. jobb gólkülönbség
3. több szerzett gól

| Hely.                    | Csapat        | M | Gy | D | V | G+ | G– | Gk | P |
| ------------------------ | ------------- | - | -- | - | - | -- | -- | -- | - |
| 1. helyezett, aranyérmes | Hollandia     | 5 | 4  | 0 | 1 | 8  | 3  | +5 | 8 |
| 2. helyezett, ezüstérmes | Szovjetunió   | 5 | 3  | 1 | 1 | 7  | 4  | +3 | 7 |
| 3. helyezett, bronzérmes | NSZK (R)      | 4 | 2  | 1 | 1 | 6  | 3  | +3 | 5 |
| 3. helyezett, bronzérmes | Olaszország   | 4 | 2  | 1 | 1 | 4  | 3  | +1 | 5 |
|                          |               |   |    |   |   |    |    |    |   |
| 5.                       | Írország      | 3 | 1  | 1 | 1 | 2  | 2  | 0  | 3 |
| 6.                       | Spanyolország | 3 | 1  | 0 | 2 | 3  | 5  | −2 | 2 |
| 7.                       | Anglia        | 3 | 0  | 0 | 3 | 2  | 7  | −5 | 0 |
| 8.                       | Dánia         | 3 | 0  | 0 | 3 | 2  | 7  | −5 | 0 |